# Monléon-Magnoac
Monléon-Magnoac – miejscowość i gmina we Francji, w regionie Oksytania, w departamencie Pireneje Wysokie.
Według danych na rok 1990 gminę zamieszkiwało 385 osób, a gęstość zaludnienia wynosiła 20 osób/km² (wśród 3020 gmin regionu Midi-Pireneje Monléon-Magnoac plasuje się na 688. miejscu pod względem liczby ludności, natomiast pod względem powierzchni na miejscu 580.).